# Xã Long Hollow, Quận Roberts, Nam Dakota
Xã Long Hollow (tiếng Anh: Long Hollow Township) là một xã thuộc quận Roberts, tiểu bang Nam Dakota, Hoa Kỳ. Năm 2010, dân số của xã này là 323 người.